# Heinrich Dahmen
Heinrich Dahmen (* 1901; † 1988) war ein deutscher Kommunalpolitiker.

## Werdegang
Dahmen schloss sein Studium mit Promotion ab. Von 1949 bis 1966 war er Bürgermeister der Stadt Mayen (Rheinland-Pfalz).

## Ehrungen
- 12. November 1966: Ehrenbürger der Stadt Mayen
- 1971: Verdienstkreuz am Bande der Bundesrepublik Deutschland